# جمشیدی
جمشیدیان یکی از قوم‌ها یا قوام ایرانی تبار در خراسان هستند؛ که یکی از چهار قبیله بزرگ قوم ایماق که شامل تیموری، فیروزکوهی و هزاره نیز می‌شوند. جمشیدی‌ها که محل زیست اصلی آنها ناحیه کوشک در ولایت بادغیس واقع در شمال هرات است، تبار تاجیک ایرانی دارند و خود را از بازماندگان جمشید پیشدادی می‌دانند. جمشیدی‌ها در مناطق زیادی ازجمله در ایران و آسیای مرکزی، شامل افغانستان، تاجیکستان، ازبکستان و ترکمنستان ساکن هستند و در ایران با نام خانوادگی جمشیدی یا جمشیدیان و در دیگر کشورها بیشتر با نام‌خانوادگی Jamshed یا Jamshidov، پسوند روسی شناخته میشوند. گروهی از آنها که «کیانی» نامیده می‌شوند در اردوکشی‌های شاه عباس اول به هرات و نواحی شمال شرقی ایران شرکت داشته‌اند کیانی‌ها از سیستانی‌هایی هستند که شاه عباس دوم صفوی آنها را به بادغیس کوچاند و در آنجا ساکن کرد برای محافظت از مرز های فارس و خراسان و مرزهای شرقی ایران در برابر حملات وقت ازبک‌ها، جغتایی‌ها، و ترکمن‌ها.
گروهی از جمشیدی‌ها با هزاره اویماق در ترکمنستان زندگی می‌کنند که جمعیت آنها در ۱۳۰۵ ش، ۹۳۲ تن گزارش شده‌است. در سال ۱۱۳۸ق / ۱۷۲۶م، نادرشاه افشار جمشیدی‌های بادغیس را به همراه دیگر طوایف فارسی‌زبان پیرامون هرات به نواحی، جام لنگر و مشهد در خراسان کوچاند. پس از محاصره، هرات حسام السلطنه گروهی از جمشیدی‌های آنجا را به سرکردگی الله‌یار خان در نواحی سرجام اسکان داد که پس از حمله ترکمن‌ها به نواحی کنه گوشه و قره بوغه به نواحی نزدیک مشهد کوچ کردند. الله‌یار خان و گروهی از جمشیدی‌ها از آنجا به هرات بازگشتند و بقیه به قوشخانه از توابع قوچان کوچانده شدند. سرانجام جمشیدی‌ها پس از سالها سرگردانی در میان ۳ کشور افغانستان، ترکمنستان و ایران به همت خوانین خود توانستند در شوریجه و پس کمر در کنار کشف رود مستقر شوند در ۱۳۱۱ق / ۱۸۹۳م نیز گروهی از جمشیدی‌ها به ایران پناه آوردند و در ناحیه زورآباد خراسان ساکن شدند.